# Polyommatus postico-extensa
Polyommatus postico-extensa är en fjärilsart som beskrevs av Tutt 1910. Polyommatus postico-extensa ingår i släktet Polyommatus och familjen juvelvingar. Inga underarter finns listade i Catalogue of Life.